# Clinocera jalonae
Clinocera jalonae är en tvåvingeart som beskrevs av Wagner 1984. Clinocera jalonae ingår i släktet Clinocera och familjen dansflugor.
Artens utbredningsområde är Spanien. Inga underarter finns listade i Catalogue of Life.